# 伊冰原島峰
74°22′S 72°30′W / 74.367°S 72.500°W
伊冰原島峰（英語：Yee Nunataks）是南極洲的冰原島峰，位於帕爾默地，長38公里、寬19公里，處於萊昂冰原島峰東北面60公里，海拔高度1,300至1,700米，其中包括斯塔克冰原島峰、奧蘭德冰原島峰、梅茲加爾冰原島峰和三疊紀冰原島峰，美國地質調查局根據測量和該國海軍的空中照片繪入地圖，現時由南極條約體系管理。